# 伊藤卯四郎

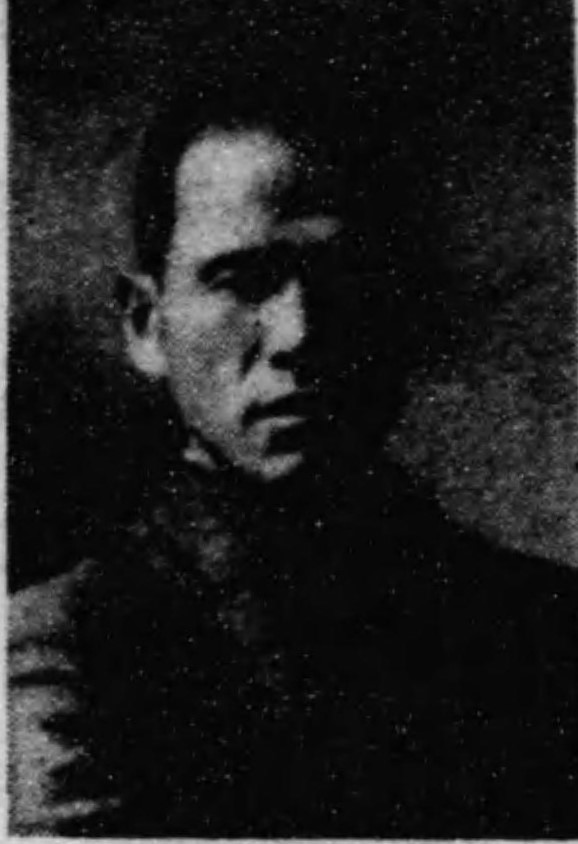
伊藤卯四郎

伊藤 卯四郎（いとう うしろう、1894年8月19日 - 1974年5月1日）は、大正、昭和時代の労働運動家・政治家。位階は従三位、勲等は勲一等。衆議院議員（9期）。衆議院鉱工業委員長、民社党中央執行副委員長。

## 経歴

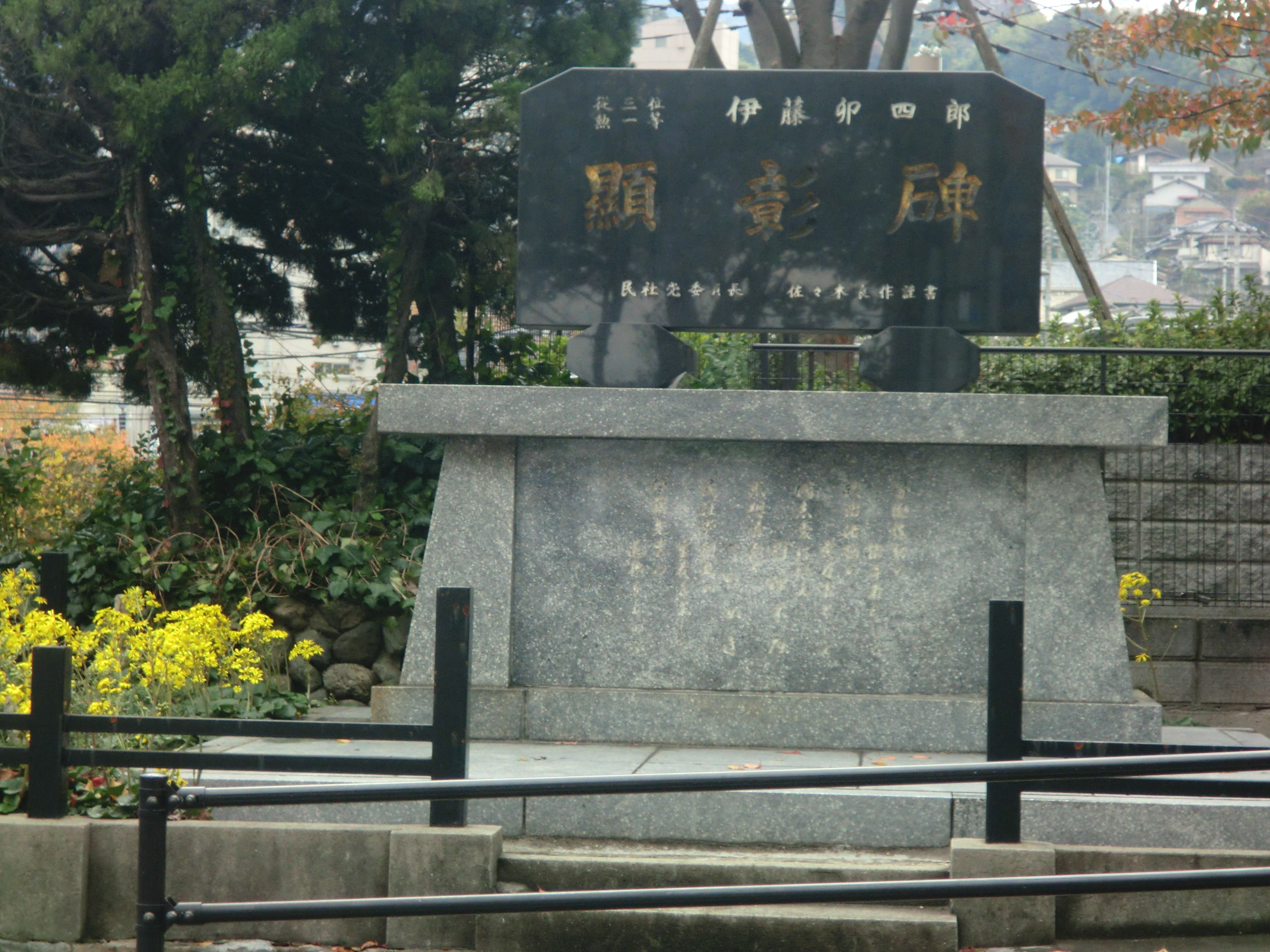
福岡県北九州市にある顕彰碑

長崎県南高来郡有明町（現島原市）出身。島原尋常高等小学校卒。東洋哲学塾に学ぶ。
その後は北海道に渡り、炭鉱夫として働く。労働運動に身を投じ、1920年歌志内炭坑労働組合組合長となる。1922年長崎県に移り、日本労働総同盟南九州連合会を結成する。1928年福岡県に移り、八幡製鉄所労働組合顧問となり、労働運動を指導する。社会民衆党福岡県連書記長、福岡県会議員を2期務めた。
戦後は日本社会党結党に参加。1946年総同盟九州連合会会長、総同盟副会長に就任。同年当時の福岡2区から衆院選に社会党から立候補し初当選。以後当選9回を数える。炭鉱国管疑獄では、1948年衆議院不当財産取引調査委員会に証人喚問されている。
1960年1月社会党から右派グループが離党して結成した民主社会党（のちの民社党）に参加。1965年4月の春の叙勲で勲二等に叙され、瑞宝章を受章する。1962年西尾末廣委員長の下で、1970年委員長春日一幸の下で党中央執行副委員長を歴任。同年4月の春の叙勲で旭日重光章を受章する。
1974年4月3日、勲二等から勲一等に叙され、瑞宝章を受章する。同年5月1日、肺癌のため福岡県北九州市小倉北区の小倉市立病院で死去した。79歳没。同日、特旨を以て位記を追賜され、死没日付をもって従三位に叙された。